# Fotboll i Sverige
Fotboll är (2011) den största sporten i Sverige räknat i antal utövare. Fotboll är också (2011) publikmässigt den största arenaidrotten i Sverige.

## Historia

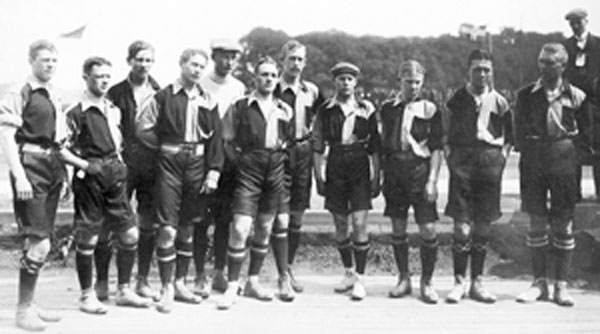
Sveriges första fotbollslandslag spelade 1908 och mötte Norge.

Spelet kom till Sverige via Storbritannien under 1870-talet, men då inte på någon vidare organiserad nivå och i en annan tidig variant. Först på 1890-talet började organiserad fotboll för herrar utövas i Sverige och man skapade den första svenska turneringen, Svenska mästerskapet i fotboll, som hölls årligen 1896–1925. Örgryte IS vann det första SM-guldet när man 1896 besegrade Idrottens Vänner i finalen med 1–0. Åren 1910–1924 spelades även Svenska serien, där under denna tid dock inte lag från Norrland eller Gotland tilläts delta. För norrländska lag spelades 1924–1953 Norrländska mästerskapet i fotboll. 1924 övergick också de nationella mästerskapen i dagens form, Allsvenskan. 
Sedan det sena 1800-talet växte det också fram den så kallade korporationsidrotten, som spred sig från militära kretsar till övriga samhället, ofta som motionsutövning. Den utfördes av föreningar knutna till olika företag med mera och 1934 bildades Korpen Svenska Motionsidrottsförbundet med egna lag, matcher och serier inom bland annat fotboll.
Damfotboll utövades i början av 1900-talet mest i sporadiska former. 1917 bildades de första damlagen och 1918 spelades den första offentliga matchen mellan två damlag i Stockholm inför 500 åskådare. Samhällsmotståndet mot fotbollsspelande kvinnor var dock starkt och fördröjde en vidare utveckling. Efterhand organiseras verksamheter dock alltmer och 1950–1951 gjordes vissa försök med seriespel i Umeå (Umemästarinnorna) och 1965–1968 vid universiteten i Stockholm, Göteborg och Lund. Från våren 1968 skedde så en plötslig explosion av damfotbollsturneringar på flera orter i Sverige och 1972 arrangerades det första inofficiella nationella dammästerskapet, följt 1973 av det första officiella mästerskapet. 1973 bildades också det första damlandslaget i fotboll, som spelade sin första landskamp mot Finland. 1978 organiserades damserien i olika divisioner och 1988 skapades dagens Damallsvenskan.
Den organiserade fotbollen i Sverige anordnas av Svenska Fotbollförbundet, som bildades 1904. Då Sverige arrangerat Olympiska sommarspelen 1912 ökade intresset för sport i Sverige. Sverige arrangerade herrarnas VM i fotboll 1958 och Världsmästerskapet i fotboll för damer 1995. Sverige har även stått som värd för herrarnas EM i fotboll 1992 samt delat arrangörskapet med Norge vid Europamästerskapet i fotboll för damer 1997. 2009 stod Sverige värd för U21 EM där Sverige åkte ut i semifinal mot England i straffar.
På landslagsnivå lyckades herrlandslaget bäst under 1940- och 1950-talet då de tog två OS-medaljer (guld 1948, brons 1952) och två VM-medaljer (silver 1958, brons 1950). Därutöver har landslaget i VM-sammanhang även tagit ett brons (1994) och nått en fjärdeplats (1938). Det nådde semifinal vid EM 1992, vilket gav en tredjeplats.
Det svenska damlandslaget har som främsta merit två brons från VM 1991 och 2011 och ett VM-silver från 2003 samt ett inofficiellt EM-guld från 1984. Det har även tagit tre EM-silver (1987, 1995 och 2001). Damlandslagets framgång i VM 2003 har bidragit till att öka damfotbollens utrymme i massmedia.

## Organisation

### Distriktsfotbollförbunden
Vid sidan av det samordnande Svenska Fotbollförbundet är de flesta svenska fotbollsföreningarna och lagen knutna till en av de 24 distriktfotbollförbunden. Dessa är:

- Blekinge Fotbollförbund
- Bohusläns Fotbollförbund
- Dalarnas Fotbollförbund
- Dalslands Fotbollförbund
- Gestriklands Fotbollförbund
- Gotlands Fotbollförbund
- Göteborgs Fotbollförbund
- Hallands Fotbollförbund
- Hälsinglands Fotbollförbund
- Jämtland-Härjedalens Fotbollförbund
- Medelpads Fotbollförbund
- Norrbottens Fotbollförbund
- Skånes Fotbollförbund
- Smålands Fotbollförbund
- Stockholms Fotbollförbund
- Södermanlands Fotbollförbund
- Upplands Fotbollförbund
- Värmlands Fotbollförbund
- Västerbottens Fotbollförbund
- Västergötlands Fotbollförbund
- Västmanlands Fotbollförbund
- Ångermanlands Fotbollförbund
- Örebro Läns Fotbollförbund
- Östergötlands Fotbollförbund

### Seriespel
Fotbollsallsvenskan för herrar startade säsongen 1924/1925. Det som i dag är Damallsvenskan grundades 1978 som Division I i fotboll för damer, och blev en gemensam serie 1988.

### Landslag
Sverige representeras av Sveriges damlandslag i fotboll och Sveriges herrlandslag i fotboll. De högsta serierna är damallsvenskan och fotbollsallsvenskan för herrar. Sveriges herrlandslag i fotboll spelade sin första herrlandskamp den 12 juli 1909 i Göteborg, då Sverige slog Norge med 11-3. 1988 och mot Finland 1926. Den 25 augusti 1973 spelade Sveriges damlandslag i fotboll sin första landskamp. Finland stod för motståndet i Mariehamn på Åland. Resultatet blev 0-0.

## Ungdom
Många barn börjar träna fotboll i 6-7-årsåldern. Då spelar man 5-mannafotboll, på planer som är ca 1/4 av en fullstor plan. Man har också mindre målburar. Man har en målvakt och fyra utespelare, och alla springer oftast i grupp efter bollen.
I 10-årsåldern går man över till 7-mannafotboll på planer som är ca 1/2 av en fullstor plan, och har lite större mål än 5-manna. Man är då en målvakt och sex utespelare , och spelet blir mer tekniskt och konditionskrävande.
I 13-årsåldern går man sedan över till 11-mannafotboll eller 9-mannafotboll (beror på vilket landskap man bor i). En 9-mannafotbollsplan är lika bred som en 11-mannaplan men cirka 20 meter kortare och man spelar med 7-mannamål. Något nytt för spelarna som gör den här övergången är offside och hemåtpassreglerna.
I 13-årsåldern börjar de som spelade 9-mannafotboll året innan med 11-mannafotboll.
Inom ungdomsfotbollen lägger man nuförtiden stor vikt vid "rent spel", det vill säga i princip alla klubbar jobbar för att alla skall uppträda schyst mot medspelare, domare och motståndarna. "Fula" tillmälen, och "otrevliga" ramsor tillåts inte, varken av spelare eller hejaklack. Grundidén är att alla skall ha kul, och lära sig gott sportsmannaskap. Man har även lagt till en regel som kallas "nolltolerans" vilket betyder att om man yttrar en svordom eller ett könsord mot domaren, någon spelare, tränare eller åskådare så ska man genast bestraffas med utvisning (rött kort).
I Sverige finns fem fotbollsgymnasieskolor. I Borås och Västerås finns det för flickor, och i Gävle, Norrköping och Sundsvall för pojkar.

### Ungdomsturneringar
I Göteborg med omnejd arrangeras sedan 1975 Gothia Cup, världens största fotbollsturnering för ungdomar (11-19 år) och lockar årligen omkring 1600 lag från ett 70-tal länder. Dessutom arrangeras på andra platser i Sverige sedan 1970-talet ett flertal andra liknande (de flesta internationella) stora turneringar för hundratals lag med barn och ungdom, såsom Aroscupen, Dalecarlia Cup, Oddebollen, Piteå Summer Games, Storsjöcupen, Umeå fotbollsfestival och Örebrocupen.

## Publik
Då Fotbollsallsvenskan startade från 1924/1925 lockade matcherna några tusen åskådare de första säsongerna, för att efterhand öka. Som störst var intresset från mitten av 1940-talet till mitten av 1970-talet, då publiksnittet ofta var över 10 000 åskådare.
I slutet av 1970-talet började publiksiffrorna dala, och under 1980-talet och under första halvan av 1990-talet drog många matcher under 5 000 åskådare. Under andra halvan av 1990-talet började publikintresset öka igen och har under 2000-talet återigen etablerat sig på en nivå med kring 10 000 åskådare per match i snitt.
I början av 2000-talet har även Damallsvenskans publik ökat något. Intresset för Svenska cupen har aldrig varit särskilt stort, förutom då smålag fått besök av storlag samt vid vissa finaler.
Publikrekordet för svensk seriefotboll är 52 194 åskådare, vilka såg IFK Göteborg spela mot Örgryte IS 1959.
Därefter följer GAIS 20/5 1976 med 50 734 åskådare mot IFK Göteborg på Nya Ullevi. 
I radio var det förbjudet att sända från seriematcher i Sverige från slutet av 1920-talet och fram till 1961.

## Andra fotbollsformer
Förutom den vanliga utomhusfotbollen finns även andra varianter och vidareutvecklingar, såsom inomhusfotboll och de från Sydamerika importerade formerna futsal och strandfotboll.

## Övrigt
Sedan 1946 delas herrpriset Guldbollen ut och sedan 1990 dampriset Diamantbollen. Sedan 1995 hålls den årliga TV-sända Fotbollsgalan som en samlande svensk fotbollsmanifestation, då nämnda priser och ytterligare svenska fotbollspriser delas ut.
Svenska Fotbollförbundet ger sedan 2004 ut den svenska tidningen Magasinet Fotboll och har även i samverkan med bland andra TV4:s Fotbollskanalen.se som webb-TV olika magasin och program om svensk fotboll.
Stryktipset är sedan 1934 en spelform baserad på resultaten i högre svenska seriematcher, organiserat av Svenska Spel.